# 1 Scorpii
1 Scorpii, som är stjärnans Flamsteed-beteckning, är en ensam stjärna, belägen i den mellersta delen av stjärnbilden Skorpionen och har även Bayer-beteckningen b Scorpii. Den har en  skenbar magnitud av ca 4,63 och är svagt synlig för blotta ögat där ljusföroreningar ej förekommer. Baserat på parallaxmätning inom Hipparcosuppdraget på ca 6,6 mas, beräknas den befinna sig på ett avstånd på ca 490 ljusår (ca 152 parsek) från solen. Den rör sig närmare solen med en heliocentrisk radialhastighet på ca -3 km/s. Stjärnan ingår med 89 procent sannolikhet i rörelsegruppen Scorpius OB2.

## Egenskaper
1 Scorpii är en blå till vit stjärna i huvudserien av spektralklass B1.5 Vn, där "n"-suffixet anger att den har "diffusa" absorptionslinjer i dess spektrum orsakade av snabb rotation. Den har en projicerad rotationshastighet på 310 km/s, vilket ger stjärnan en något tillplattad form med en ekvatorialradie som är 13 procent större än den polära radien. Det finns vissa svaga bevis för att den är en Be-stjärna med en omgivande gasskiva som ses från sidan. Den har en massa som är ca 8,3 solmassor, en radie, som är ca 3,7 solradier och utsänder från dess fotosfär ca 3 900 gånger mera energi än solen vid en effektiv temperatur av ca 24 000 K.